# Catocala alterata
Catocala alterata är en fjärilsart som beskrevs av W. Warren 1913. Catocala alterata ingår i släktet Catocala och familjen nattflyn. Inga underarter finns listade i Catalogue of Life.